# The Mission Bell
The Mission Bell es el sexto álbum de estudio de la banda de rock Delirious?, publicado en noviembre de 2005. Fue el cuarto más vendido en su primera semana en Amazon.com y promocionado con el sencillo "Paint the Town Red" lanzado en octubre del mismo año. Al igual que su álbum anterior World Service, fue aclamado por la crítica manteniendo un sonido de rock tradicional comparado al de U2. El álbum fue producido por Sam Gibson y masterizado por Chris Blair en Abbey Road Studios. El fotógrafo y productor visual de la banda Andy Hutch, dirigió un corte de trece minutos en el cual se muestra el proceso de grabación de algunas canciones del álbum, tomando más que todo el proceso en Los Ángeles, California. El corte visual titulado "Inside the Studio" fue incluido en el disco. 
El vocalista de la banda Martin Smith describió el álbum como: "el llamamiento a la iglesia a actuar". Temas como la injusticia social, el aborto y la guerra entre el bien y el mal son los temas principales. 
The Mission Bell fue nominado a los premios Dove de 2006 en la categoría «Álbum rock contemporáneo del año», estatuilla que obtuvo la banda Jars of Clay con Good Monsters.

## Desarrollo
En septiembre de 2005 la canción "Stronger" fue incluida en la banda sonora de la película Las Crónicas de Narnia, la banda concedió los derechos a EMI y a Disney Music Group para la publicación del tema antes del lanzamiento del álbum.
El cantante TobyMac se unió a la banda en el estudio durante las sesiones de grabación para acompañar la canción "Solid Rock" con una parte de rap. En vivo Martin Smith suplía la parte rap con un megáfono, una técnica que lo caracterizó en los años siguientes. En 2009 durante el último concierto de la banda Smith obsequio el megáfono a una persona del público, agregando "ya no lo necesito mas, por ahora". 
La canción "I'll See You" fue una canción que Smith compuso cuando él y su esposa Anna perdieron un bebe en 2004. La canción se ha convertido en un tema simbólico durante los funerales.
Otra canción "Miracle Maker" fue compuesta por Smith y Garrard. "En enero de 2005 en medio de las sesiones de The Mission Bell le dije a Stu: me encantaría escribir una canción llamada Miracle Maker. ¿Recuerdas esa secuencia de acordes en Phoenix?, Stu G respondió: yo creo que sí (pero en realidad sólo puedo recordar los primeros acordes)". Una hora más tarde según Martin Smith y Stuart Garrard Miracle Maker estaba completamente escrita y grabada, "fue uno de los mejores momentos que hemos tenido en estudio" comento Smith.

## Promoción y sencillos
En agosto de 2005 Delirious? hizo presencia en el festival Soul Survivor, el cual tuvo una duración de una semana. Allí la banda presentó por primera vez las canciones "Paint the Town Red", "Now Is the Time" y "Miracle Maker", las cuales serían incluidas posteriormente en el disco.
Ese mismo mes la tienda FierceShop obsequio el sencillo promocional "Now Is the Time" a las primeras 1000 personas que ordenaron el álbum en preventa. Con las preventas los fanes también recibían el disco autografiado por los miembros de la banda. Si bien desde 2001 se habían abstenido de lanzar sencillos en la corriente principal británica, Delirious? opto por lanzar una nueva canción "Paint The Town Red" la cual debutó en el puesto #50 en su primera semana, pero bajo seis casillas para quedar en la #56.

## Recepción
Al igual que su predecesor el álbum fue bien recibido por los críticos por ejemplo el Q (revista) describió al grupo como "La banda que corre al nivel secular, pero con un mensaje espiritual". Cross Rhythms, Jesus Freak Hideout, Amazon, entre otros sitios especializados también elogiaron significativamente el álbum. 

## Lista de canciones
1. "Stronger"
2. "Now Is the Time"
3. "Solid Rock"
4. "All This Time"
5. "Miracle Maker"
6. "Here I Am Send Me"
7. "Fires Burn"
8. "Our God Reigns"
9. "Love Is a Miracle"
10. "Paint the Town Red"
11. "Take Off My Shoes"
12. "I'll See You"

### Posicionamiento
| Año  | Listas                     | Posición |
| ---- | -------------------------- | -------- |
| 2005 | Billboard Christian Albums | 29       |
| 2005 | Top Heatseekers            | 30       |